# Cassida fuscomacula
Cassida fuscomacula es una especie de coleóptero de la familia Chrysomelidae.
Fue descrita científicamente en 1988 por Borowiec.